# Don Lee Building

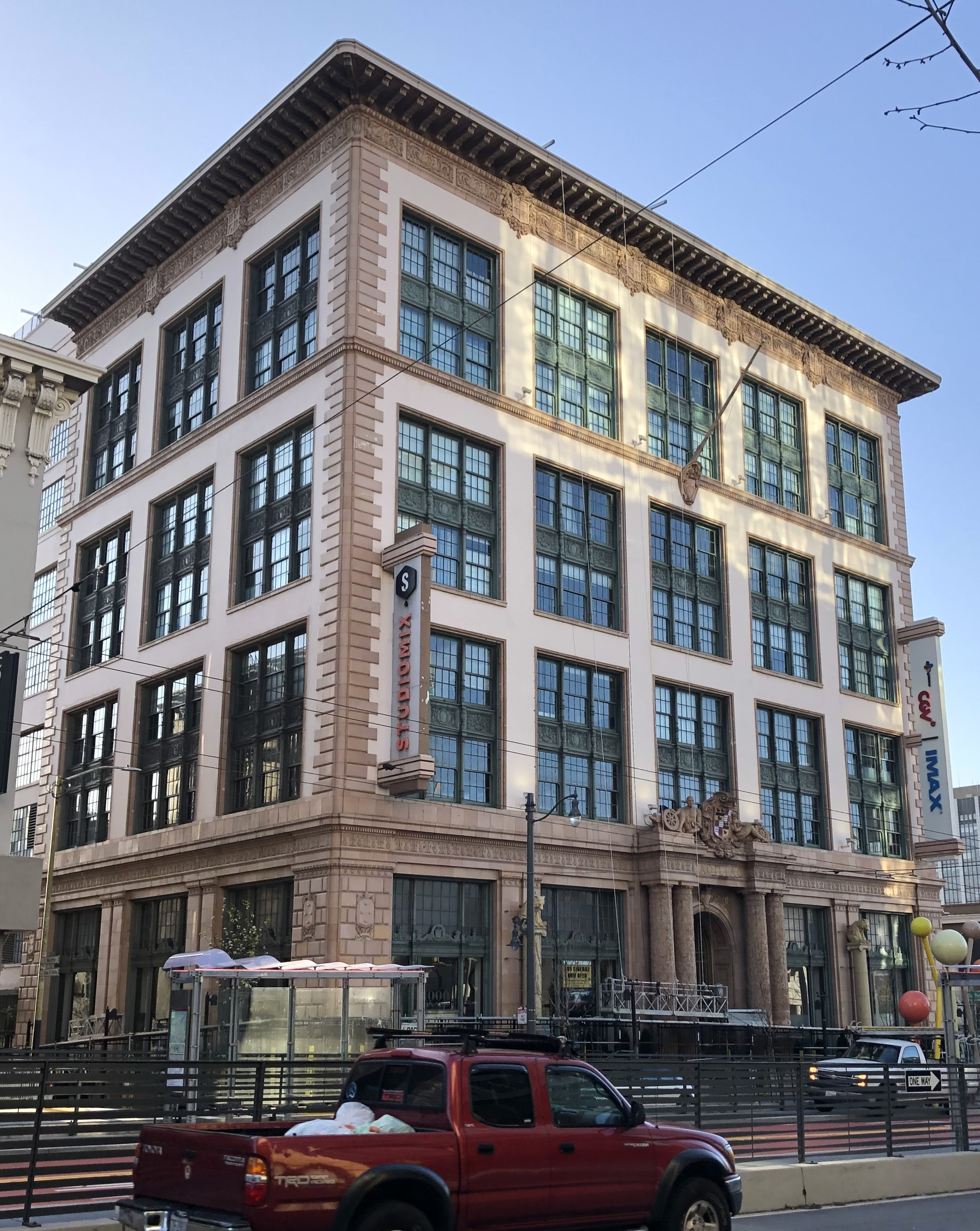
Don Lee Building, 2023

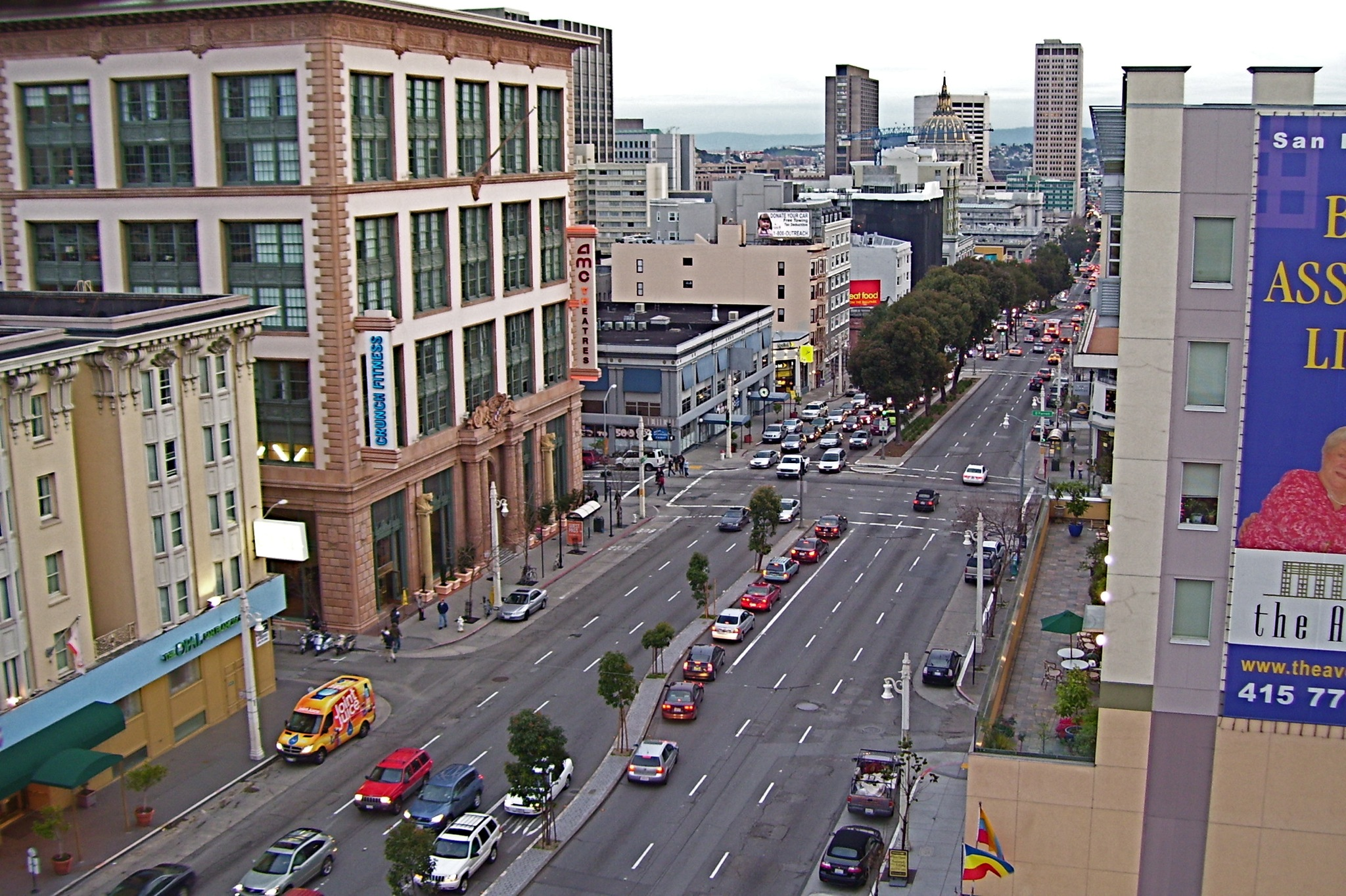
Blick von Nordwesten, 2008

Das Don Lee Building ist ein denkmalgeschütztes Gebäude in San Francisco, Kalifornien. Der heute als AMC-Kino und Wohngebäude genutzte Bau, diente ursprünglich als Autohaus.

## Lage
Das Haus befindet sich auf der Ostseite der Van Ness Avenue in einer Ecklage zur südlich des Gebäudes einmündenden O’Farrell Street im Stadtteil Tenderloin an der Adresse 1000 Van Ness Avenue im Zentrum von San Francisco.

## Geschichte und Architektur
Das achtgeschossige repräsentative Gebäude wurde in den Jahren 1920/1921 nach einem Entwurf von Weeks & Day im Auftrag von Don Lee errichtet und diente als Schau- und Verkaufsraum für Automobile der Marke Cadillac. Lee war seit 1911 der alleinige Händler von Cadillacs, einer Marke gehobenen Anspruchs, in Kalifornien. Es ist das größte von drei in dieser Zeit in der Umgebung entstandenen und bis heute erhaltenen Autohäusern. Die Branche hatte sich insbesondere entlang der Van Ness Avenue angesiedelt. Die Architektur erinnerte bewusst an Bankbauten der Zeit und sollte so Stabilität und Beständigkeit ausdrücken. Die großen Autohersteller hoben sich so mit anspruchsvoller Architektur von der Vielzahl kleinerer Konkurrenten ab. Die Fertigstellung des Hauses fand breite Beachtung in der Öffentlichkeit und führte zu Rivalitäten mit anderen lokalen Autohändlern, die ihrerseits bekannte Architekten beauftragten, um aufwändige Verkaufsräume für Automobile zu errichten. Der Ausstellungsraum ist palastartig im spanischen Kolonialstil gestaltet. Er verfügt über bemalte Deckenbalken, eine Kassettendecke, verzierte Säulen und ein Fliesenbodenmuster. Eine doppelläufige Treppe aus geschnitztem Holz und mit gefliesten Stufen führt nach oben. Sie lehnt sich an die Gestaltung einer Treppe in der Kathedrale von Burgos an. Während der Ausstellungsraum so an eine Lobby erinnert, waren die anderen Räume technisch für die Zwecke von Service, Reparatur und Lagerung ausgelegt.
Die Eröffnung fand am 19. September 1921 statt und war so gelegt, dass sie mit der Vorstellung neuer Cadillac-Modelle zusammenfiel. Der Architekt Charles Peter Weeks war mit seinem Partner William Payton Day zugegen, überwachte auch die Positionierung der Fahrzeuge im Ausstellungsraum und begrüßte die Gäste. 5000 Personen erschienen zur feierlichen Eröffnung.
Das Gebäude entstand als Betonbau, nimmt in seiner Gestaltung jedoch Anleihen an die italienische Renaissancearchitektur und die spanische Kolonialarchitektur. Die zur Van Ness Avenue ausgerichtete Westfassade ist fünfachsig ausgeführt. Die großen Fensterflächen sind als vier horizontale Fensterbänder angeordnet, so dass das Gebäude von außen wie ein viergeschossiges Haus wirkt.

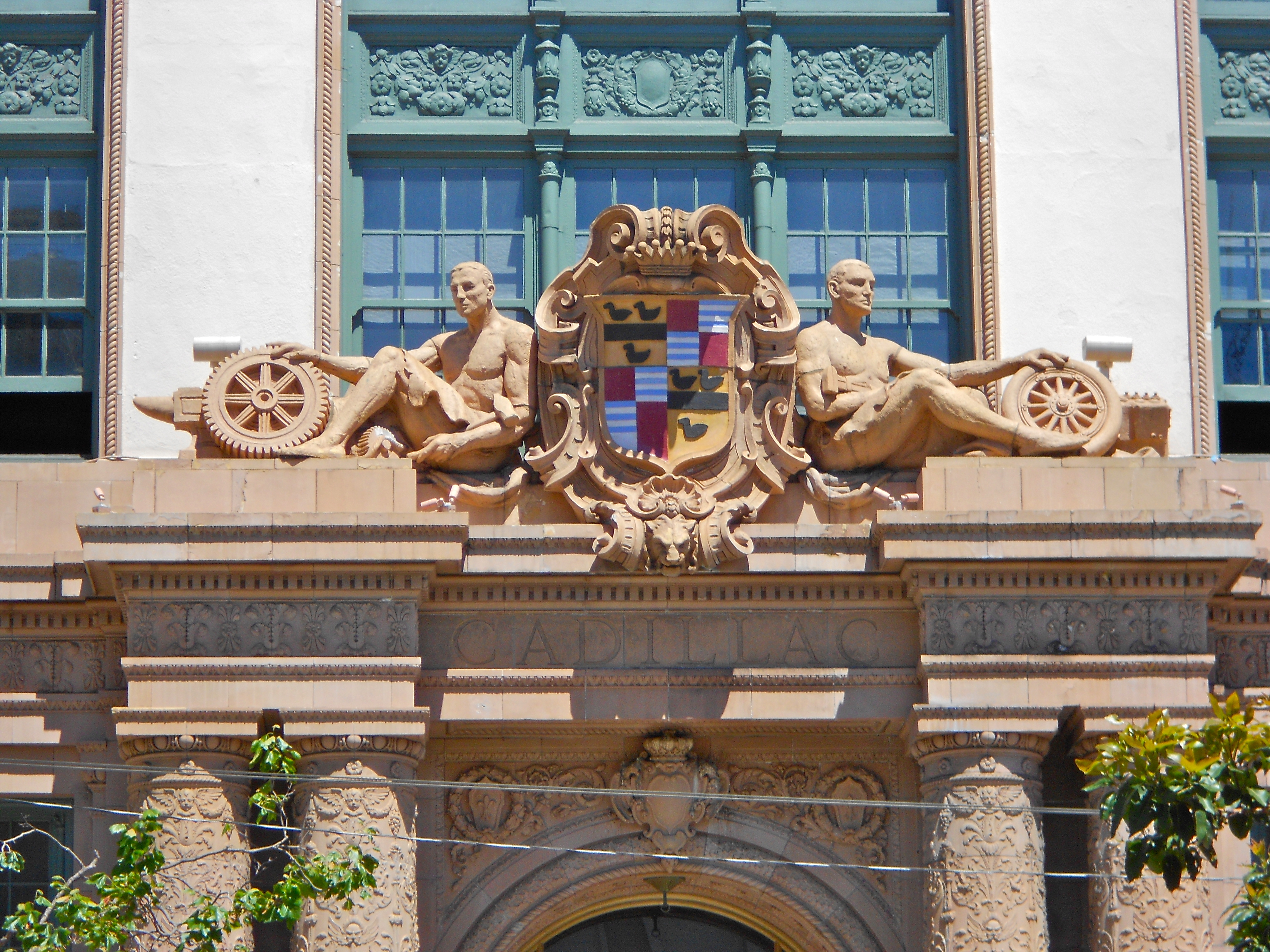
Giebel oberhalb des Eingangs

In der mittleren Achse befindet sich ein monumentaler Eingang mit Doppeltüren aus Messing, durch die man ursprünglich in den Ausstellungsraum gelangte. Beiderseits des Eingangs befinden sich jeweils zwei toskanische Säulen aus Terrakotta, die einen aufwändig gestalteten Giebel tragen. Die dort befindlichen, das Thema Automobil aufgreifenden Skulpturen wurden von Jo Mora geschaffen. In der Mitte befindet sich ein Schild mit dem Wappen der Firma Cadillac. Der Wappenschild läuft nach unten in einen Löwenkopf aus. Beiderseits des Schildes sitzt jeweils eine männliche Figur. Die Figur auf der linken Seite hält in der ausgestreckten rechten Hand ein achtspeichiges Cadillac-Rad. Das Rad lehnt dabei an einem dahinter befindlichen Amboss. In der linken Hand hält der Mann einen Vorschlaghammer. Unter ihm liegt ein Zahnkranz und ein Kabel. Der Mann auf der rechten Seite hält in der linken Hand ein zwölfspeichiges Rad, das an eine Batterie gelehnt ist. Andere Angaben bezeichnen es hingegen als Motorblock.
Oberhalb des als Rundbogen gestalteten Eingangs befindet sich der Schriftzug CADILLAC. In einigem Abstand zum Eingang befindet sich beidseits eine weitere Säule, auf der ein Bär sitzt, der zu den Passanten herab lächelt. Im Erdgeschoss besteht eine Fassadenverkleidung aus rustizierten Terrakottablöcken.
Das Gebäude ist mit einem deutlich vorkragenden Flachdach bedeckt. Die heutige Ausführung geht dabei auf das Jahr 1955 zurück, als das alte Gesims entfernt wurde.
Im letzten Viertel des 20. Jahrhunderts geriet das Areal jedoch in den Niedergang. Mitte der 1990er Jahre stand das Don-Lee-Gebäude leer. Nach der Aufgabe der ursprünglichen Funktion wurde das Haus 1998 in ein größeres Projekt einer gemischten Nutzung einbezogen. 1998 wurde ein Anbau angefügt, in den ein Multiplex-Kino untergebracht wurde. Darüber hinaus entstanden Wohnungen und Einzelhandelsflächen. 1999 wurde das Haus renoviert. Der Ausstellungsraum blieb erhalten und dient nun als Lobby für den Komplex. Oberhalb des Raums entstand ein Fitnessstudio.
Das Gebäude ist in das National Register of Historic Places unter der Nummer 01001179 aufgenommen und wird außerdem als San Francisco Landmark 152 geführt.